# Clubiona vegeta
Clubiona vegeta är en spindelart som beskrevs av Simon 1918. Clubiona vegeta ingår i släktet Clubiona och familjen säckspindlar. Inga underarter finns listade i Catalogue of Life.